# 뜨랏

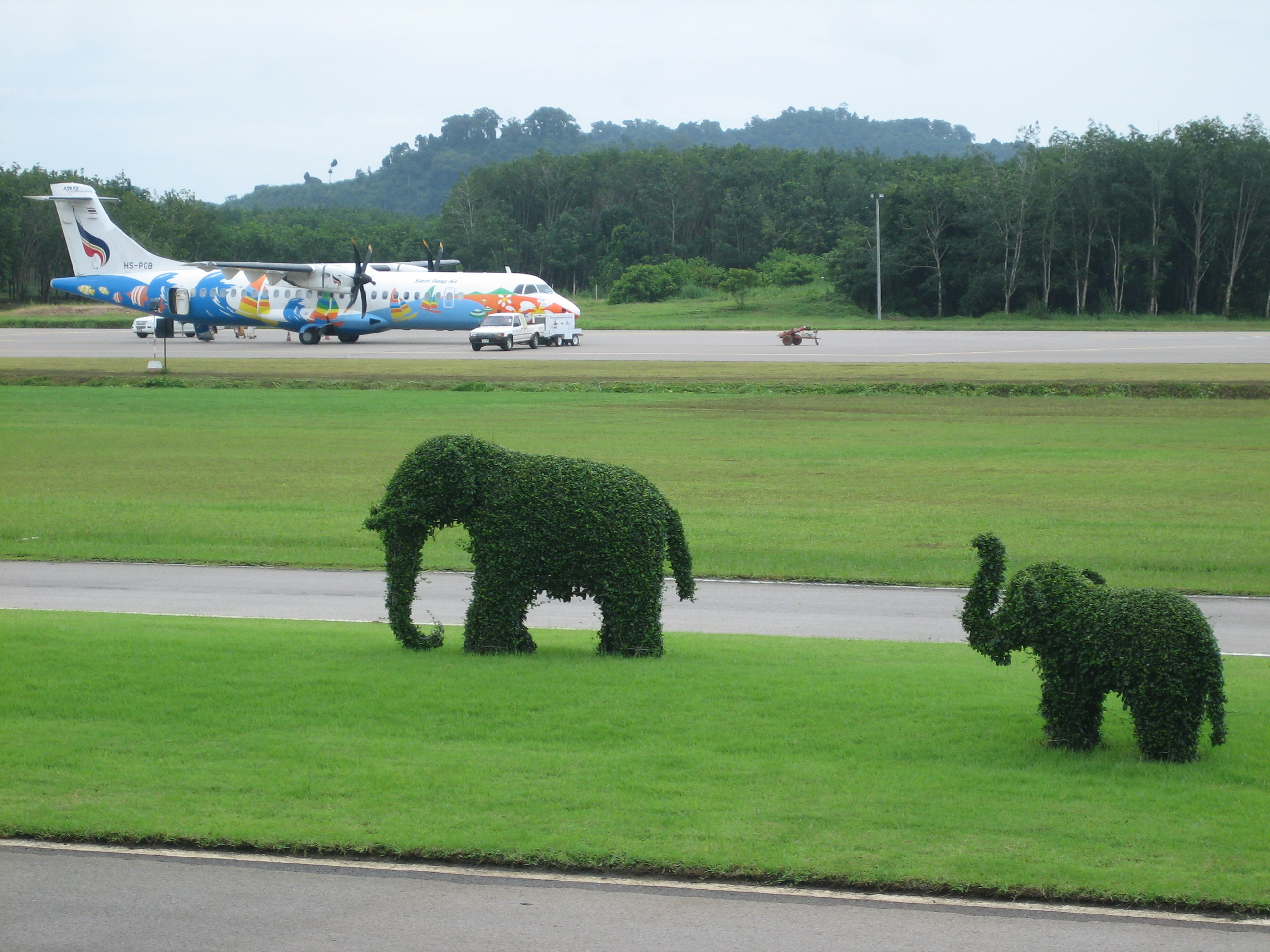

뜨랏(태국어: ตราด)은 태국의 읍이자 뜨랏 주의 주도로, 므앙뜨랏 군에 속한다. 읍은 태국의 동부, 뜨랏 강의 하구, 캄보디아와의 경계 근처에 위치한다.